# Карайман (Ботошань)
Карайман (рум. Caraiman) — село у повіті Ботошані в Румунії. Входить до складу комуни Міхелешень.
Село розташоване на відстані 394 км на північ від Бухареста, 36 км на північний схід від Ботошань, 93 км на північний захід від Ясс.

## Населення
За даними перепису населення 2002 року у селі проживали 209 осіб, усі — румуни. Усі жителі села рідною мовою назвали румунську.